# Android Runtime

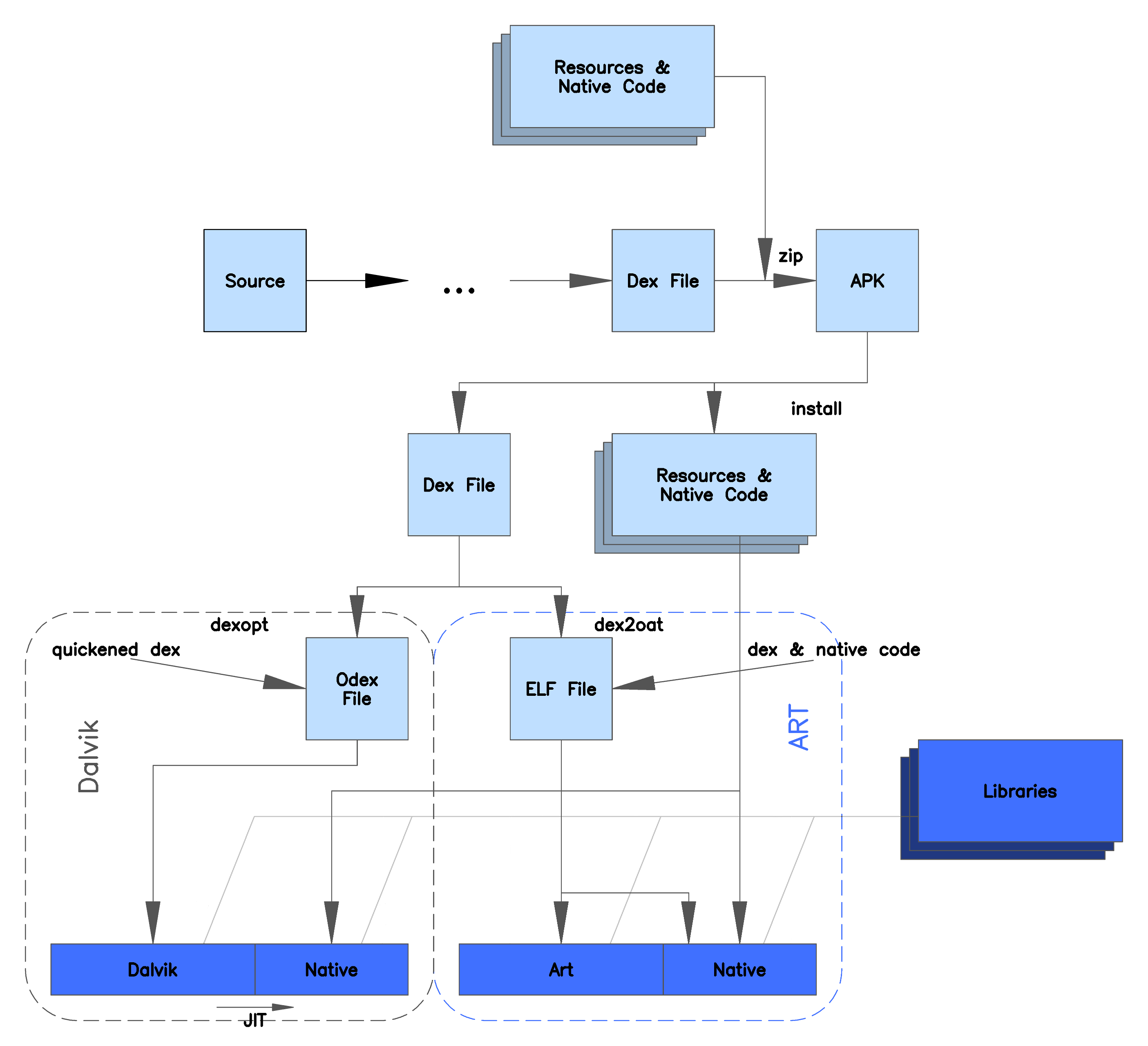
Сравнение архитектур Dalvik и ART

Android Runtime — среда выполнения Android-приложений, разработанная компанией Google как замена Dalvik. ART впервые появился в Android 4.4 как тестовая функция, а в Android 5.0 полностью заменил Dalvik. В отличие от Dalvik, который использует JIT-компиляцию (во время выполнения приложения), ART компилирует приложение во время его установки. За счет этого планируется повышение скорости работы программ и одновременно увеличение времени работы от батареи. Недостатком является большее время установки приложения.
Android 7.0 Nougat представила JIT-компилятор с профилированием кода для ART, который позволяет постоянно повышать производительность приложений Android при их запуске. Компилятор JIT дополняет нынешний компилятор Ahead of Time от ART и помогает улучшить производительность во время выполнения.

Для обеспечения обратной совместимости ART использует тот же байт-код, что и Dalvik.

## Минусы использования ART
- Увеличивается время установки приложения.
- Увеличивается занимаемое место на накопителе устройства.
- Увеличивается время включения устройства[уточнить].

## Плюсы использования ART
- Более быстрый запуск и исполнение приложений.
- Быстрое переключение между приложениями.
- Больше свободной оперативной памяти.